# Primeiros princípios
Os primeiros princípios  ou princípios primordiais é uma proposição ou suposição básica, fundamental, auto-evidente, que não pode ser deduzida de qualquer outra proposição ou suposição. Em filosofia, os primeiros princípios são ensinados pelos aristotélicos, e as nuançadas versões dos primeiros princípios são referidas como postulados pelos kantianos. Na matemática, os primeiros princípios são referidos como axiomas ou postulados. Em física e outras ciências, o trabalho teórico é dito a partir dos primeiros princípios, ou ab initio, se ele começa diretamente no nível da ciência estabelecida e não faz suposições como modelo empírico e ajuste de parâmetros.

## Métodos ab initio
Os métodos ab initio são métodos da química computacional baseados na química quântica. O uso do termo ab initio foi usado pela primeira vez na química quântica por Robert Parr e colaboradores, incluindo David P. Craig em um estudo semiempírico dos estados excitados do benzeno.
A teoria foi descrita por Parr. Em seu significado moderno ('primeiros princípios') o termo foi usado por Chen (quando citavam um relatório inédito. de 1955, do MIT por Allen e Nesbet), por Roothaan e, no título de um artigo, por Allen e Karo, que o definiu claramente.

## Argumento cosmológico
O argumento cosmológico é menos um argumento particular do que um tipo de argumento. Ele usa um padrão geral de argumentação (logos) que faz uma inferência de fatos alegados particulares sobre o universo (cosmos) para a existência de um ser único, geralmente identificado com Deus ou referido como Deus.
A premissa básica é que, já que há um universo em vez de nenhum, ele deve ter sido causado por algo ou alguém além dele mesmo. E essa primeira causa deve ser Deus. Esse raciocínio baseia-se na lei da causalidade, que diz que toda coisa finita ou contingente é causada agora por algo além de si mesma.